# Алекса Добрић
Алекса Добрић (Београд, 22. август 2001) српски је пливач и освајач медаља на значајним такмичењима. Основну школу завршио је у родном граду, похађао је Спортску гимназију.
Тренутно студира у Америци. Плива у пливачком клубу 11. април. Најбоље плива прсни стил и слободни стил.

## Успеси и медаље
- Балканијада 2018. Сарајево - 4х100 м слободно – златна медаља 2019
- Кавала - 100 м слободно – бронзана медаља
- Међународна такмичења преко освојених 50 медаља на разним такмичењима Државна првенства Србије.
- Државни првак Србије у разним дисциплинама годинама уназад
- Олимпијске игре младих ученика основних и средњих школа 2012.
- Београд 50м прсно – златна медаља 2016. Београд - 50м прсно – златна медаља [3]